# Olle Anderberg

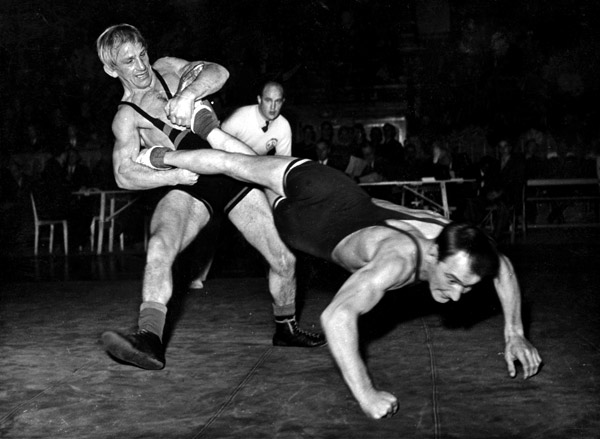
Olle Anderberg setzt eine Beinschraube gegen Helge Rautti an (Schwedische Meisterschaften, 1946)

Olle Anderberg (* 13. September 1919 in Asmundtorp; † 28. September 2003 in Linköping) war ein schwedischer Ringer.

## Werdegang
Olle Anderberg wuchs in Landskrona auf. Bereits 1931 begann er mit dem Ringen und Turnen. Er war damals klein und zierlich. Da er im Ringen größere Erfolge im Jugendbereich erzielte, entschied er sich bald ganz für das Ringen. Er startete zunächst im Bantamgewicht (bis 56 kg Körpergewicht), bald im Federgewicht (bis 62 kg) und gegen Ende seiner Laufbahn auch im Leichtgewicht (bis 67 kg Körpergewicht). Er war, was heute selten ist, ein Könner in beiden Stilarten, griech.-römischer und freier Stil. In Schweden gehörte der nun für GAK Eskilstuna startende Olle schon zu Beginn der 1940er Jahre zur nationalen Elite. Bis er um internationale Erfolge ringen konnte, musste er infolge des Zweiten Weltkrieges bis 1946 warten. Bis 1954 blieb er aktiv und gewann in diesen Jahren alles, was ein Ringer gewinnen konnte. Er wurde Olympiasieger, Welt- und Europameister. Die größten Verdienste für seine Erfolge hat der finnische Trainer der schwedischen Ringer-Nationalmannschaft Robert Oksa. In den späten 1940er Jahren waren die türkischen Ringer Gazanfer Bilge, Mehmet Oktav u. Nurettin Zafer seine härtesten Konkurrenten, an denen er einige Male scheiterte, während die sowjetischen Ringer Solowiew, Armenak Jaltyrjan und S. Gabaraew gegen Olle bei den internationalen Meisterschaften verloren.
Olla Anderberg war Sportlehrer und wirkte in den 1950er Jahren auch einige Jahre als Ringertrainer im Iran. Für seine Verdienste um den Ringersport wurde er im September 2009 in die FILA International Wrestling Hall of Fame aufgenommen.

## Internationale Erfolge
(OS = Olympische Spiele, WM = Weltmeisterschaft, EM = Europameisterschaft, F = Freistil, Gr = griech.-röm. Stil, Fe = Federgewicht, Le = Leichtgewicht)
- 1946, 2. Platz, EM in Stockholm, F, Fe, mit Siegen über Ferenc Tóth, Ungarn, František Kotrbatý, ehemalige Tschechoslowakei, Paavo Hietala, Finnland u. einer Niederlage gegen Gazanfer Bilge, Türkei;
- 1947, 1. Platz, EM in Prag, GR, Fe, mit Siegen über Luigi Campanella, Italien, Solowiew, UdSSR, Viljo Kyntäjä, Finnland, Gazanfer Bilge u. Ferenc Tóth;
- 1948, Silbermedaille, OS in London, Gr, Fe, mit Siegen über Erkki Talosela, Finnland, Georg Weidner, Österreich, Luigi Campanella, Ferenc Tóth u. einer Niederlage gegen Mehmet Oktav, Türkei;
- 1949, 1. Platz, EM in Istanbul, F, Fe, mit Siegen über Ilmari Ruikka, Finnland, Hassan Sadian, Iran, Charles Kouyos, Frankreich u. trotz einer Niederlage gegen Nurettin Zafer, Türkei;
- 1950, 1. Platz, WM in Stockholm, GR, Fe, mit Siegen über József Hullay, Ungarn, Källe Leisin, Dänemark, Sayed Khandil, Ägypten u. Safih Taha, Libanon;
- 1951, 1. Platz, WM in Helsinki, F, Le, mit Siegen über İbrahim Zengin, Türkei, Wolfgang Ehrl, Deutschland, Ali Ghaffari, Iran, René Chesneau, Frankreich u. Garibaldo Nizzola, Italien;
- 1952, Goldmedaille, OS in Helsinki, F, Le, mit Siegen über Jahanbakht Tofigh, Iran, Jay Thomas Evans, USA, Takeo Shimotori, Japan, Johnn Cools, Belgien, Garibaldo Nizzola u. Armenak Jaltyrjan, UdSSR;
- 1953, 1. Platz, WM in Neapel, Gr, Fe, mit Siegen über Elie Naasan, Libanon, Umberto Trippa, Italien, Helmut Höhenberger, Deutschland, Källe Leisin, Dänemark u. Roman Heller, Österreich;
- 1954, 2. Platz, WM in Tokio, F, Le, mit Siegen über Gyula Tóth, Ungarn, Nateo Tanaquin, Philippinen, Juan Rolon, Argentinien, Sergei Gabaraew, UdSSR u. einer Niederlage gegen Jahanbakht Tofigh